# Gjonghuigung
Gjonghuigung (korejsko 경희궁; handža: 慶熙宮, dobesedno 'Palača spokojne harmonije') je palača v Seulu v Južni Koreji. Bila je ena od »petih velikih palač«, ki jih je zgradila dinastija Čoson.
== Zgodovina
Zemljišče, kjer je stal Gjonghuigung, je bilo prvotno mesto hiše princa Džongvona, ki je bil oče kralja Indža. Gradnja se je začela v 17. stoletju med vladavino kralja Gvangheguna in je bila končana leta 1617. Ime palače je bilo prvotno Gjongdeokgung (경덕궁; 慶德宮), vendar je bilo kasneje spremenjeno, da bi se izognili poimenovanju, podobnemu posmrtnemu imenu princa Džongvona. V poznem obdobju Čoson je Gjonghuigung služil kot sekundarna palača (ki se je v tistih časih imenovala igung (離宮)) za kralja, in ker je stala na zahodni strani Seula, se je imenovala tudi Seo-gvol (西闕, palača zahoda). Sekundarna palača je bila običajno palača, kamor se je kralj preselil v nujnih primerih.
Od kralja Insža do kralja Čoldžonga je tukaj v Gjonghuigungu bivalo približno deset kraljev dinastije Čoson. Nekaj časa je bila precej velika in je vsebovala 100 stavb. Za kraljevo avdienco sta bili na voljo stavbi Sungdžongdžon in Džadžongdžon, za spanje pa stavbi Jungbokdžon (융복전; 隆福殿) in Hoesangdžon (회상전; 會祥殿). Palača je imela tudi obokan most, ki jo je povezoval z Doksugungom, imenovan Hongjyo (홍교; 虹橋).
Večina Gjonghuigunga je bila izgubljena v 19. stoletju, najprej zaradi požara, ki je izbruhnil med vladavino kralja Sundžoja, a je bila palača kasneje obnovljena. Heungson Devongun je velik del palače razstavil zaradi gradbenega materiala za obnovo Gjongbokgunga. Japonci so med okupacijo Korejskega polotoka razstavili ostanke palače, na tem mestu pa je bila za japonske državljane zgrajena srednja šola Keidžo, ki je kasneje postala srednja šola v Seulu. Dve glavni strukturi nekdanje palače – prestolna dvorana Sungdžongdžon in vrata Hunghvamun – sta bili razstavljeni in preseljeni v druge dele Seula. Obnova se je začela po tem, ko se je srednja šola v Seulu leta 1980 preselila z lokacije, tudi kot del pobude južnokorejske vlade za obnovo »petih velikih palač«, ki so jih Japonci močno uničili.

## Arhitektura
Hunghvamun (흥화문; 興化門) so glavna vhodna vrata v palačo. Vhod je bil zgrajen leta 1616, vendar je bil po uničenju palače za kratek čas premeščen kot vhod za tempelj Bakmunsa, kasneje pa ponovno uporabljen kot glavni vhod za hotel Shilla v Džangčung-dongu, dokler niso bila končno obnovljena v prvotni namen. Hunghvamun so označena kot mestni zaklad 19. Hunghvamun je stavba z dvokapnico in streho s tremi loki na sprednji strani in dvema lokoma na strani.
Gunčengjo (금천교; 禁川橋) je most na poti, ki poteka skozi Hunghvamun. Zgrajen je bil leta 1619, vendar je bil med japonsko vladavino zakopan v zemljo, dokler ni bil leta 2001 obnovljen.
Sungdžongdžon (숭정전; 崇政殿) je glavna dvorana palače. Zgrajena je bila leta 1616, v 8. letu vladavine kralja Gvangheguna, vendar je bila leta 1926 premeščena na univerzo Donguk in v času japonske kolonialne vladavine preurejena v budistični tempelj, nato pa je bila med letoma 1988 in 1994 premeščena nazaj na prvotno lokacijo in obnovljena. Velja za primer arhitekture sredine obdobja Čoson. Sungdžongdžon je označena kot mestni zaklad 20. Sungdžongdžon je bila stavba z dvokapnico in petimi loputami spredaj in štirimi loputami ob straneh, zgrajena na dvostenski ploščadi. Stavba na sedanji lokaciji je bila obnovljena decembra 1989 in skupaj z okolico dokončana oktobra 1994. Med dvonadstropnimi vildaeji je zgornji vildae stopnišče v Džongakvonu, spodnji vildae pa v obnovljeni dvorani Sungungdžon v palači Gjonghe. Vzorec zgornje lune je feniks, spodnje lune pa pav. Pred rušenjem se je ponašala z velikostjo, primerljivo s palačo Gjongbokgung, vendar so bile porušene vse stavbe razen glavnih.
Džadžongdžon (자정전; 資政殿) je dvorana, obnovljena po upodobitvah v Sogvoldoan.
Taenjongdžon (태령전; 泰寧殿) je dvorana, obnovljena po upodobitvah v Sogvoldoan.

## Današnja uporaba
Je zgodovinsko najdišče št. 271.
Na območju palače sta danes Seulski zgodovinski muzej in Seulski umetniški muzej. Leta 2009 je bil v njem razstavljen tudi Pradin Transformer.